# داش بسك
داش‌ بسك هي قرية في مقاطعة خوي، إيران. يقدر عدد سكانها بـ 40 نسمة بحسب إحصاء 2016.